# Giro di Sicilia 1957
Il Giro di Sicilia 1957, quattordicesima edizione della corsa, si è svolto dal 16 al 21 aprile 1957 su un percorso di 1102 km, suddivisi in 6 tappe, per ciclisti indipendenti ad invito, con partenza e arrivo da Palermo. La vittoria fu appannaggio dell'italiano Alberto Emiliozzi, che completò il percorso in 30h49'57", precedendo i connazionali Alfredo Sabbadin e Giuseppe Cainero.
Ragusa fu scelta quale sede di tappa del XIV Giro ciclistico di Sicilia.
Fra le novità introdotte nel percorso ci fu la scalata dell'Etna fino a 1800 m di altezza; nella terza frazione furono toccati per la prima volta i centri di Francofonte, Vizzini, Monterosso Almo, Giarratana; furono previsti inoltre gli arrivi in salita a Ragusa e a Enna.

## Tappe
| Tappa  | Data      | Percorso          | km   | Vincitore di tappa | Leader cl. generale |
| ------ | --------- | ----------------- | ---- | ------------------ | ------------------- |
| 1ª     | 16 aprile | Palermo > Messina | 258  | Alberto Emiliozzi  | Alberto Emiliozzi   |
| 2ª     | 17 aprile | Messina > Etna    | 133  | Giuseppe Mauso     | Alberto Emiliozzi   |
| 3ª     | 18 aprile | Etna > Ragusa     | 151  | Silvano Ciampi     | Alberto Emiliozzi   |
| 4ª     | 19 aprile | Ragusa > Enna     | 140  | Alfredo Sabbadin   | Alberto Emiliozzi   |
| 5ª     | 20 aprile | Enna > Sciacca    | 181  | Antonio Uliana     | Alberto Emiliozzi   |
| 6ª     | 21 aprile | Sciacca > Palermo | 239  | Renzo Bianchini    | Alberto Emiliozzi   |
| Totale | Totale    | Totale            | 1102 |                    |                     |

## Squadre e corridori partecipanti
Parteciparono 7 squadre e un totale di 74 corridori (su 90 iscritti). Prima della partenza, tra le iscritte la Carpano - Coppi si presentava con Adriano De Gasperi, Colombo Cassano, Pietro Nascimbene e Stefano Gaggero, il gruppo sportivo Arbos - Bif con Walter Serena, Alfo Ferrari, Vasco Modena, Mario Mori e Alfredo Zagano, la Leo-Chlorodont con Alfredo Martini, Luciano Pezzi, Mario Baroni e Giuseppe Pintarelli, a seguire la San Pellegrino e le altre. 
E ancora, fra i partecipanti, Ugo Masocco, Gilberto Dell'Agata, Guerrini, Mario Tosato.
| N. | Cod. | Squadra         |
| -- | ---- | --------------- |
|    |      | Carpano - Coppi |
|    |      | Arbos - Bif     |
|    |      | Leo-Chlorodont  |
|    |      | San Pellegrino  |
|    |      | Faema           |
|    |      | Bottecchia      |
|    |      | Torpad          |

## Dettagli delle tappe

### 1ª tappa
- 16 aprile: Palermo > Messina – 258 km

Risultati
| Pos. | Corridore         | Squadra         | Tempo    |
| ---- | ----------------- | --------------- | -------- |
| 1    | Alberto Emiliozzi | G.S. Faema      | 7h02'16" |
| 2    | Giuseppe Cainero  | Carpano - Coppi | a 52"    |
| 3    | Alfredo Sabbadin  | San Pellegrino  | s.t.     |

| Pos. | Corridore         | Squadra         | Tempo    |
| ---- | ----------------- | --------------- | -------- |
| 1    | Alberto Emiliozzi | Faema           | 7h02'16" |
| 2    | Giuseppe Cainero  | Carpano - Coppi | a 52"    |
| 3    | Alfredo Sabbadin  | San Pellegrino  | s.t.     |

### 2ª tappa
- 17 aprile: Messina > Etna – 133 km

Risultati
| Pos. | Corridore         | Squadra         | Tempo    |
| ---- | ----------------- | --------------- | -------- |
| 1    | Giuseppe Mauso    | Bottecchia      | 4h03'37" |
| 2    | Alberto Emiliozzi | Faema           | s.t.     |
| 3    | Giuseppe Cainero  | Carpano - Coppi | a 36"    |

| Pos. | Corridore         | Squadra         | Tempo     |
| ---- | ----------------- | --------------- | --------- |
| 1    | Alberto Emiliozzi | Faema           | 11h06'23" |
| 2    | Giuseppe Cainero  | Carpano - Coppi | a 1'28"   |
| 3    | Alfredo Sabbadin  | San Pellegrino  | a 2'03"   |

### 3ª tappa
- 18 aprile: Etna > Ragusa – 151 km

Risultati
| Pos. | Corridore         | Squadra           | Tempo    |
| ---- | ----------------- | ----------------- | -------- |
| 1    | Silvano Ciampi    | Faema             | 4h13'35" |
| 2    | Carlo Calvi       | Torpad            | a 30"    |
| 3    | Angelo Miserocchi | Bianchi - Pirelli | s.t.     |

| Pos. | Corridore         | Squadra         | Tempo     |
| ---- | ----------------- | --------------- | --------- |
| 1    | Alberto Emiliozzi | Faema           | 15h21'28" |
| 2    | Alfredo Sabbadin  | San Pellegrino  | a 2'13"   |
| 3    | Giuseppe Cainero  | Carpano - Coppi | s.t.      |

### 4ª tappa
- 19 aprile: Ragusa > Enna – 140 km

Risultati
| Pos. | Corridore         | Squadra        | Tempo    |
| ---- | ----------------- | -------------- | -------- |
| 1    | Alfredo Sabbadin  | San Pellegrino | 3h56'07" |
| 2    | Giuseppe Mauso    | Bottecchia     | a 7"     |
| 3    | Alberto Emiliozzi | Faema          | a 10"    |

| Pos. | Corridore         | Squadra         | Tempo     |
| ---- | ----------------- | --------------- | --------- |
| 1    | Alberto Emiliozzi | Faema           | 19h17'45" |
| 2    | Alfredo Sabbadin  | San Pellegrino  | a 2'03"   |
| 3    | Giuseppe Cainero  | Carpano - Coppi | a 4'13"   |

### 5ª tappa
- 20 aprile: Enna > Sciacca – 181 km

Risultati
| Pos. | Corridore      | Squadra        | Tempo    |
| ---- | -------------- | -------------- | -------- |
| 1    | Antonio Uliana | Bottecchia     | 4h41'34" |
| 2    | Mario Tosato   | Torpad         | a 0      |
| 3    | Germano Barale | San Pellegrino | a 3'37"  |

| Pos. | Corridore         | Squadra         | Tempo      |
| ---- | ----------------- | --------------- | ---------- |
| 1    | Alberto Emiliozzi | Faema           | 24h'03'46" |
| 2    | Alfredo Sabbadin  | San Pellegrino  | a 2'03"    |
| 3    | Giuseppe Cainero  | Carpano - Coppi | a 4'13"    |

### 6ª tappa
- 21 aprile: Sciacca > Palermo  – 239 km

Risultati
| Pos. | Corridore          | Squadra    | Tempo    |
| ---- | ------------------ | ---------- | -------- |
| 1    | Renzo Bianchini    | Faema      | 6h47'37" |
| 2    | Armando Pellegrini | G.S. Faema | s.t.     |
| 3    | Silvano Ciampi     | Faema      | s.t.     |

| Pos. | Corridore         | Squadra         | Tempo     |
| ---- | ----------------- | --------------- | --------- |
| 1    | Alberto Emiliozzi | Faema           | 30h49'57" |
| 2    | Alfredo Sabbadin  | San Pellegrino  | a 2'03"   |
| 3    | Giuseppe Cainero  | Carpano - Coppi | a 4'13"   |

## Evoluzione della classifica
| Tappa             | Vincitore         | Classifica generale Maglia giallo-rossa |
| ----------------- | ----------------- | --------------------------------------- |
| 1ª                | Alberto Emiliozzi | Alberto Emiliozzi                       |
| 2ª                | Giuseppe Mauso    | Alberto Emiliozzi                       |
| 3ª                | Silvano Ciampi    | Alberto Emiliozzi                       |
| 4ª                | Alfredo Sabbadin  | Alberto Emiliozzi                       |
| 5ª                | Antonio Uliana    | Alberto Emiliozzi                       |
| 6ª                | Renzo Bianchini   | Alberto Emiliozzi                       |
| Classifica finale | Classifica finale | Alberto Emiliozzi                       |

## Classifica finale
| Pos. | Corridore           | Squadra           | Tempo     |
| ---- | ------------------- | ----------------- | --------- |
| 1    | Alberto Emiliozzi   | Faema             | 30h49'57" |
| 2    | Alfredo Sabbadin    | San Pellegrino    | a 2'03"   |
| 3    | Giuseppe Cainero    | Carpano - Coppi   | a 4'13"   |
| 4    | Germano Barale      | San Pellegrino    | a 4'37"   |
| 5    | Giuseppe Dante      | San Pellegrino    | a 8'26"   |
| 6    | Angelo Miserocchi   | Bianchi - Pirelli | a 8'30"   |
| 7    | Colombo Cassano     | Carpano - Coppi   | a 9'34"   |
| 8    | Marcello Pellegrini | Leo-Chlorodont    | a 11'14"  |
| 9    | Antonio Uliana      | Bottecchia        | a 11'42"  |
| 10   | Giuseppe Pecoraro   | Torpad            | a 12'39"  |